# Пиннок, Тревор
Тревор Дэвид Пи́ннок (англ. Trevor David Pinnock, 16 декабря 1946, Кентербери) — британский клавесинист и дирижёр, представитель движения аутентичного исполнительства.

## Биография
Ребенком пел в хоре Кентерберийского собора, учился органному и клавесинному искусству в лондонском Королевском музыкальном колледже. Дебютировал в 1966 году. Играл в ансамбле Н. Марринера Академия Святого Мартина в полях. В 1972 году создал барочный оркестр English Concert (оркестр дебютировал в 1973 на Английском Баховском фестивале в Лондоне), исполняющий старинную музыку на так называемых исторических инструментах; руководил им до 2003 года.

## Исполнительство
Записал с ансамблем все клавесинные концерты Баха и все симфонии Моцарта. Как солист записал все сонаты Скарлатти, клавесинные пьесы и сюиты Рамо, Корелли, Бёрда. Вместе со скрипачкой Рэйчел Поджер записал баховские сонаты для скрипки и клавесина. Исполняет и новейшую музыку (клавесинные концерты Мануэля де Фальи, Роберто Герхарда, Франсиса Пуленка и др.).

## Дирижирование

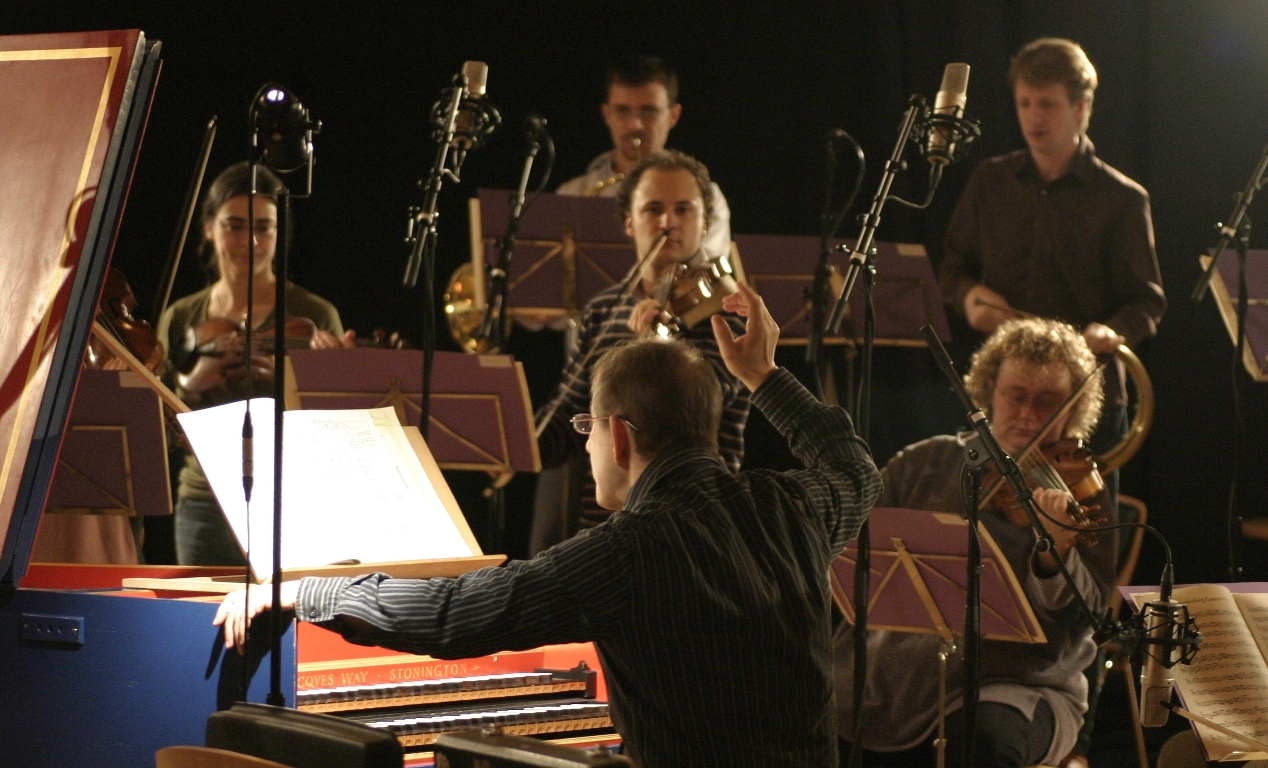
Пиннок дирижирует Европейским Бранденбургским ансамблем в Шеффилде, декабрь 2006

Как дирижёр дебютировал в Нью-Йорке в 1988 году (опера «Юлий Цезарь в Египте» Генделя). Дирижировал произведениями Вивальди, Баха, Генделя, Гайдна, Пёрселла. В 1991—1996 годах — художественный руководитель Оркестра Национального центра искусств в Оттаве, до 1998 года — его музыкальный советник. Выступает с различными оркестрами Европы, гастролировал в Японии.

## Признание
- Командор Ордена Британской Империи (1992).
- Офицер Ордена искусств и литературы (1998).
- Премия Генделя г. Халле.